# Klondike Corner
Klondike Corner ist ein Census-designated place in der Town of New Boston im Hillsborough County im US-Bundesstaat New Hampshire. Die Volkszählung von 2020 erfasste 652 Einwohner. Der CDP wurde im Jahr 2020 erstmals vom Census definiert.

## Lage
Der Ort liegt bei den Koordinaten 42° 57' 50.44" Nord und 71° 38' 19.91" West auf einer Höhe von 199 Metern über dem Meeresspiegel. Die 8,9 km² große Fläche des Gebietes setzt sich zusammen aus 8,8 km² Land- und 0,1 km² Wasserfläche.